# Atjehmonument

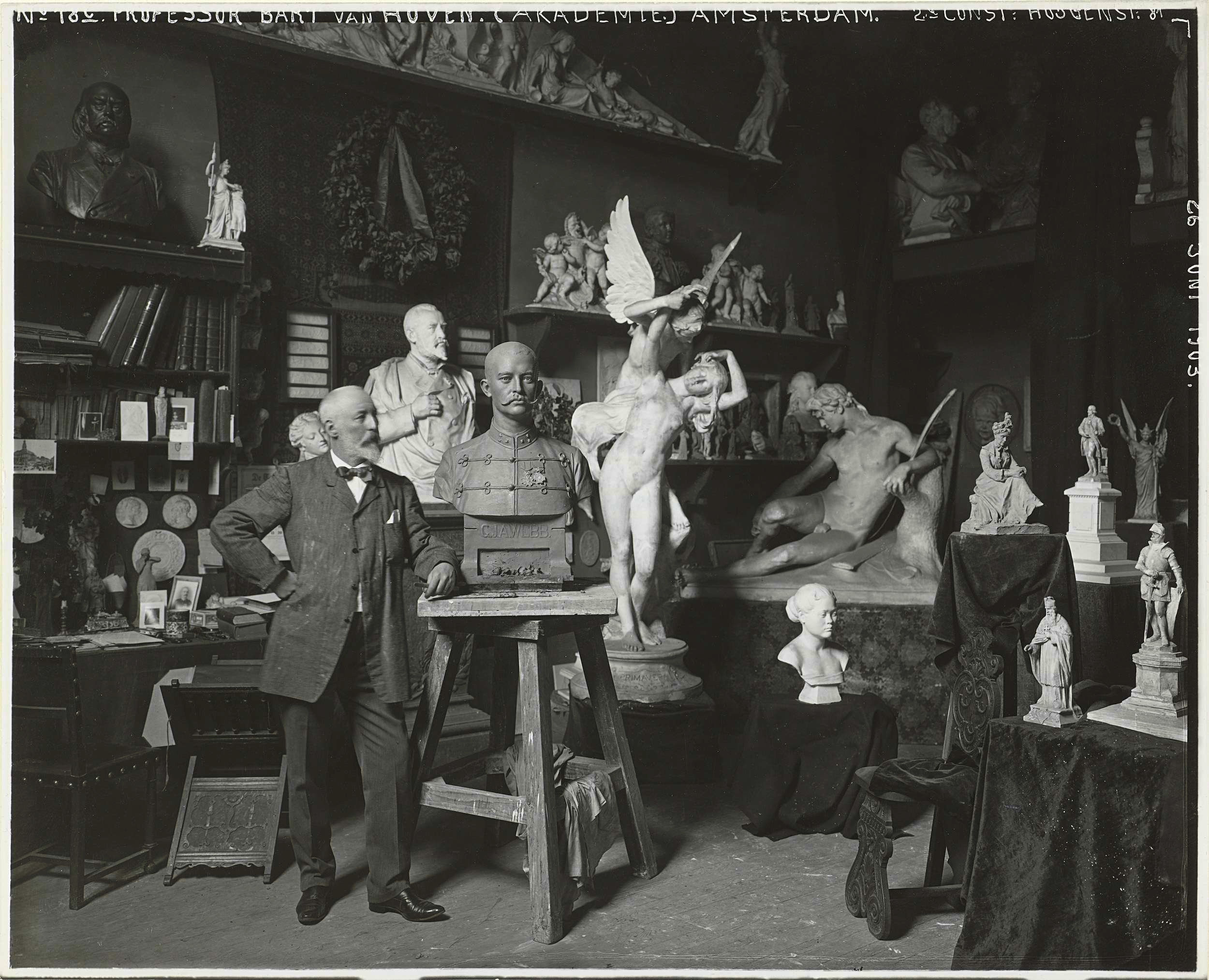
Beeldhouwer Van Hove gefotografeerd door Sigmund Löw (1903). Rechts staat het gipsmodel van de Nederlandse Maagd, achter het model voor het standbeeld van Jan Pieter Minckelers

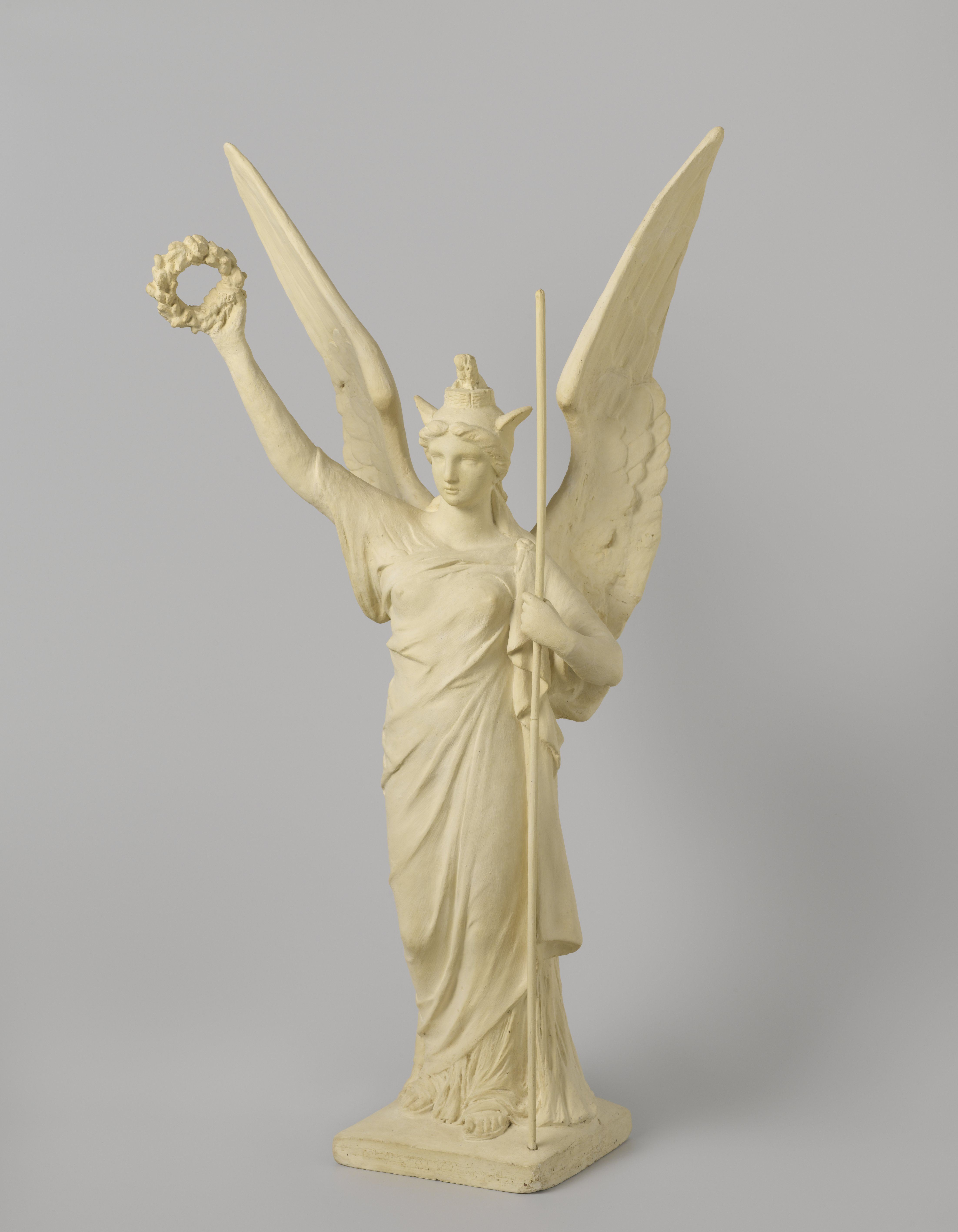
Gipsmodel van de Nederlandse Maagd / Victoria, collectie Rijksmuseum.

Het Atjehmonument was een 19e-eeuws gedenkteken in Weltevreden (Batavia) in voormalig Nederlands-Indië, dat werd opgericht ter nagedachtenis aan de soldaten van het Nederlandsch-Indisch Leger die tijdens de Atjehoorlog zijn omgekomen. Het monument was in 1883 gereed, werd in 1898 geplaatst en is in 1961 neergehaald.

## Achtergrond
Zowel Nederland als het Verenigd Koninkrijk maakten aanspraak op koloniale gebieden in de Indische Archipel. Met het Verdrag van Londen (1824) en het Verdrag van Sumatra (1871) werd de invloedssfeer van beide landen rond de Straat Malakka geregeld. Het laatste verdrag gaf Nederland de vrije hand op Sumatra. Het sultanaat Atjeh was een onafhankelijke staat in het noorden van het eiland, die zich weigerde te onderwerpen aan het Nederlands gezag. Er vond vanuit Atjeh zeeroverij plaats in de Straat Malakka. Om dat een halt toe te roepen verklaarde Nederland in 1873 Atjeh de oorlog. Deze Atjehoorlog zou tot 1914 zou duren. In 1873 sneuvelde de Nederlandse generaal J.H.R. Köhler tijdens de Eerste Atjehexpeditie. Mede op initiatief van koning Willem III werden al snel daarna plannen ontwikkeld om te komen tot een monument ter herinnering aan hem en andere slachtoffers van de strijd. Luitenant-generaal jr. F.V.H.A. ridder de Stuers kreeg de opdracht de mogelijkheden daarvoor te onderzoeken. Het monument zou na de Tweede Atjehexpeditie moeten worden opgericht. Er werd een hoofdcommissie in Nederlands-Indië ingesteld voor de uitvoering van het idee, onder voorzitterschap van Salomon van Deventer J.-Szn. (1816-1891). De commissie zag het als haar plicht "de herinnering levendig te houden aan de mannen, die hunne liefde voor Koning en vaderland met den dood hebben bezegeld" en vroeg met behulp van een circulaire de medewerking van de bewoners van Nederlands-Indië "om een krans neer te leggen op het graf van de velen, die niet tot ons konden wederkeren". Er werden ook in Nederland lokale commissies ingesteld, die zich bezighielden met het inzamelen van geld voor het monument. In 1875 werd besloten dat het monument zou worden opgericht in Batavia, de hoofdstad van Nederlands-Indië.

## Het monument

### Ontwerp
Eind 1880 wist het Bataviaasch handelsblad te melden dat er door de plaatselijke legercommandant een verzoek was ingediend om een half jaar lang 100 dwangarbeiders beschikbaar te stellen om grond bij het Fort Prins Hendrik in Batavia om te bouwen tot een tuin, waarin het monument kon worden geplaatst. De krant vertelde over het ontwerp dat het monument een engel voorstelde, met uitgestrekte vleugels en een kroon in de hand. Het ontwerp was van de hand van de architect Pierre Cuypers, in die tijd nog bezig met de bouw van het Rijksmuseumgebouw in Amsterdam. Hij had gekozen voor een beeld van "De Nederlandsche maagd op de vleugels der overwinning vredebrengend door handhaving van het gezag", waarmee de Nederlandse Maagd werd weergegeven als Victoria, de Romeinse godin van de overwinning. Het beeld zou op een sokkel komen te staan waar aan de voet aan elk van de vier zijden een leeuw lag. De opdracht voor de uitvoering van de Maagd werd gegund aan de dan in Parijs wonende Nederlandse beeldhouwer Bart van Hove. Van Hove kende Cuypers, omdat hij had meegewerkt aan de bouwsculptuur voor het Rijksmuseum. Hij had kort voor de zomer van 1882 zijn 6 meter hoge model van de Maagd gereed. In augustus 1882 werd in het Panoramagebouw aan de Plantage Middenlaan in Amsterdam zijn schetsontwerp van Victoria getoond. De Maagd werd in brons gegoten bij de Compagnie des Bronzes in Brussel. De naakte delen werden verguld, om haar in het tropische licht beter te laten uitkomen.
Dat het al zover was nog voor de oorlog echt was afgelopen leidde tot kritiek, zoals onder andere blijkt uit een ingezonden brief: "Er zal, dunkt mij, ten dage als die "victorie en vrede" vertegenwoordigende Nederlandsche Maagd in de hoofdstad van ons Oost-Indie verrijst, zulk een Homerisch gelach onder de bewoners van den 'gordel van Smaragd' ontstaan, dat wij er hier over de zee den echo van zullen kunnen hooren. – Nooit zullen de geniale Cuypers en de talentvolle Bart van Hoven (sic) minder dank en lauweren hebben geoogst met een nochtans prachtig ontworpen en gemodelleerd monument, dan met dit beeld, dat het brandmerk van den leugen op het voorhoofd draagt."
Een model van het monument op ware grootte werd getoond op de Internationale Koloniale en Uitvoerhandel Tentoonstelling, de wereldtentoonstelling die van 1 mei tot 1 oktober 1883 werd gehouden op het huidige Museumplein in Amsterdam. Twee jaar later stond het tijdens de opening van het Rijksmuseum op de binnenplaats van het museum.

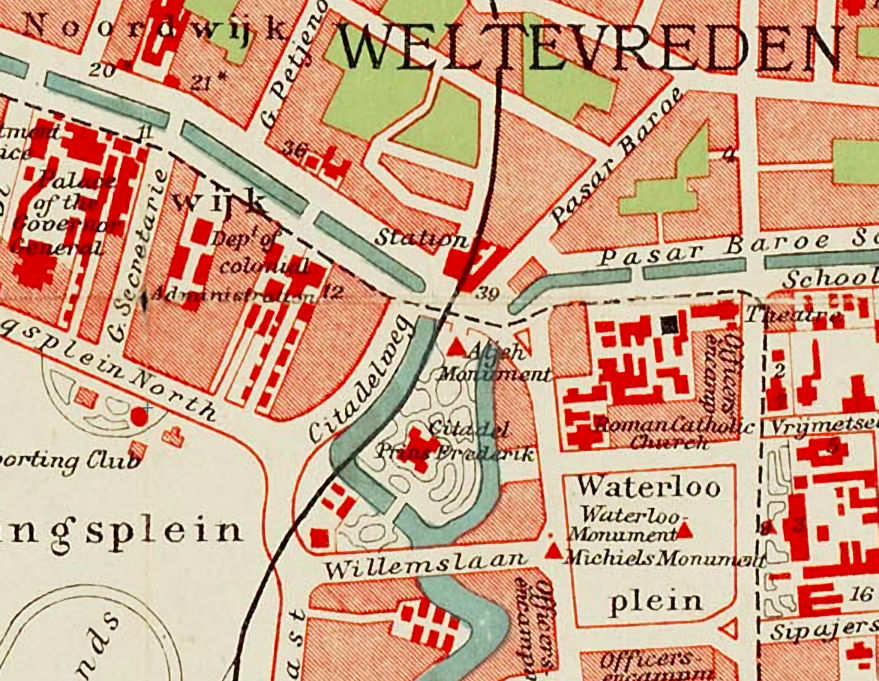
Locatie van het monument bij de Citadel Prins Frederik op een kaart van Batavia (1910). Linksonder het Koningsplein, rechts het Waterlooplein.

### Onthulling
In 1883 werd het gehele monument per schip naar Nederlands-Indië vervoerd, waar het nog zo onrustig was dat besloten werd het monument op te slaan. Pas vijftien jaar later werd het uit de opslag gehaald, toen in de aanloop naar de inhuldiging van koningin Wilhelmina ook in Batavia feestelijkheden werden voorbereid. De Citadel Prins Frederik werd deels ontmanteld en er werd een park aangelegd op de voormalige wallen en voorwerken. Het Atjehmonument werd geplaatst in het park, dat de naam Wilhelminapark kreeg. Op 2 september 1898 werd het park geopend door C.H.A. van der Wijck, gouverneur-generaal van Nederlands-Indië, waarna onder het zingen van het Wilhelmus het monument werd onthuld. In de jaren daarna werd er geregeld een herdenkingsbijeenkomst bij het monument gehouden, waarbij kranslegging plaatsvond, onder meer ter gelegenheid van het 40-jarig regeringsjubileum van Wilhelmina (1938) en het 50-jarig jubileum van het Nederlands-Indisch Korps Marechaussee (1940). 

### Neergehaald
Na de Indonesische Onafhankelijkheidsoorlog vond in 1949 de overdracht van de soevereiniteit van Nederland aan de Verenigde Staten van Indonesië plaats. Al snel gingen in Indonesië stemmen op om de opgerichte overblijfselen van het kolonialisme te verwijderen, al waren er ook die vonden dat er normen moesten worden opgesteld om te beoordelen welke monumenten moesten worden gehandhaafd. In 1953 werd het Van Heutsz-monument in Djakarta (sinds 1942 de naam van Batavia) gesloopt. In 1958 werden in Medan een Atjehmonument en de fontein ter herinnering aan pionier Jacob Nienhuys vernield en in Bogor werd een 24 meter hoog monument verwoest. Het Atjehmonument in het Wilhelminapark werd in eerste instantie ongemoeid gelaten, maar in juni 1961 werd het alsnog op ceremoniële wijze neergehaald. Twee maanden later werd op dezelfde locatie de eerste steen gelegd van de Istiqlalmoskee.

## Beschrijving
Het monument toonde een bronzen beeld van een Nederlandse Maagd ten voeten uit, afgebeeld als een gevleugelde vrouwenfiguur, gekleed in een tunica. In haar geheven rechterhand houdt ze een lauwerkrans, als symbool van overwinning. In haar linkerhand een speer als symbool van het gezag, waaraan een olijftak is bevestigd. Op haar hoofd draagt ze een kroon, met daarbinnen de Nederlandse leeuw in een Hollandse tuin.
De Maagd werd geplaatst op een sokkel van geel Solothurner marmer, met een getrapte bekroning. Net onder de overgang hing over de vier zijden van het monument een gebeeldhouwde guirlande met centraal een symbool in reliëf boven een opschrift in een rechthoekig kader: aan de voorzijde onder het wapen van het Koninkrijk der Nederlanden de tekst "Aan de grondleggers van het Nederlandsch gezag op Noordelijk Sumatra". Aan de achterzijde onder het Ereteken voor Belangrijke Krijgsbedrijven de tekst "Hulde van Koning Willem III en van Nederland en van Nederlandsch Indië". Aan de linkerzijde onder het kruis van de Militaire Willems-Orde de tekst "Heilig is ons de nagedachtenis der gevallenen" en aan de rechterzijde onder het kruis van de Orde van de Nederlandse Leeuw de tekst "Schitterend handhaafden zee- en landmacht de eer des Lands".
Aan de voet van het monument werden vier armen aangebracht, waar op de uiteinden een gebeeldhouwde, liggende leeuw werd geplaatst.

## Galerij

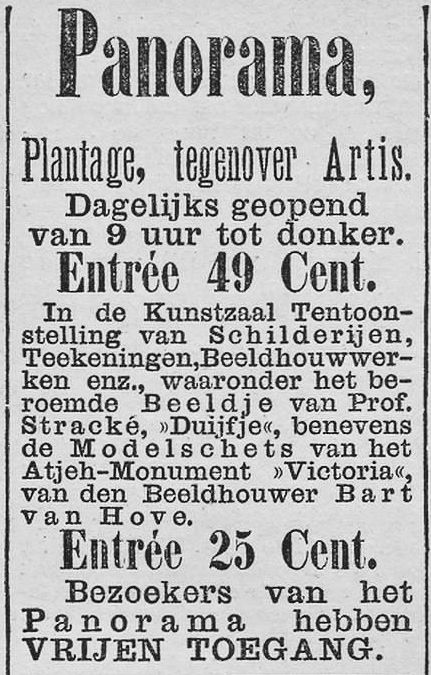
Advertentie voor de tentoonstelling in het Panoramagebouw (1882)
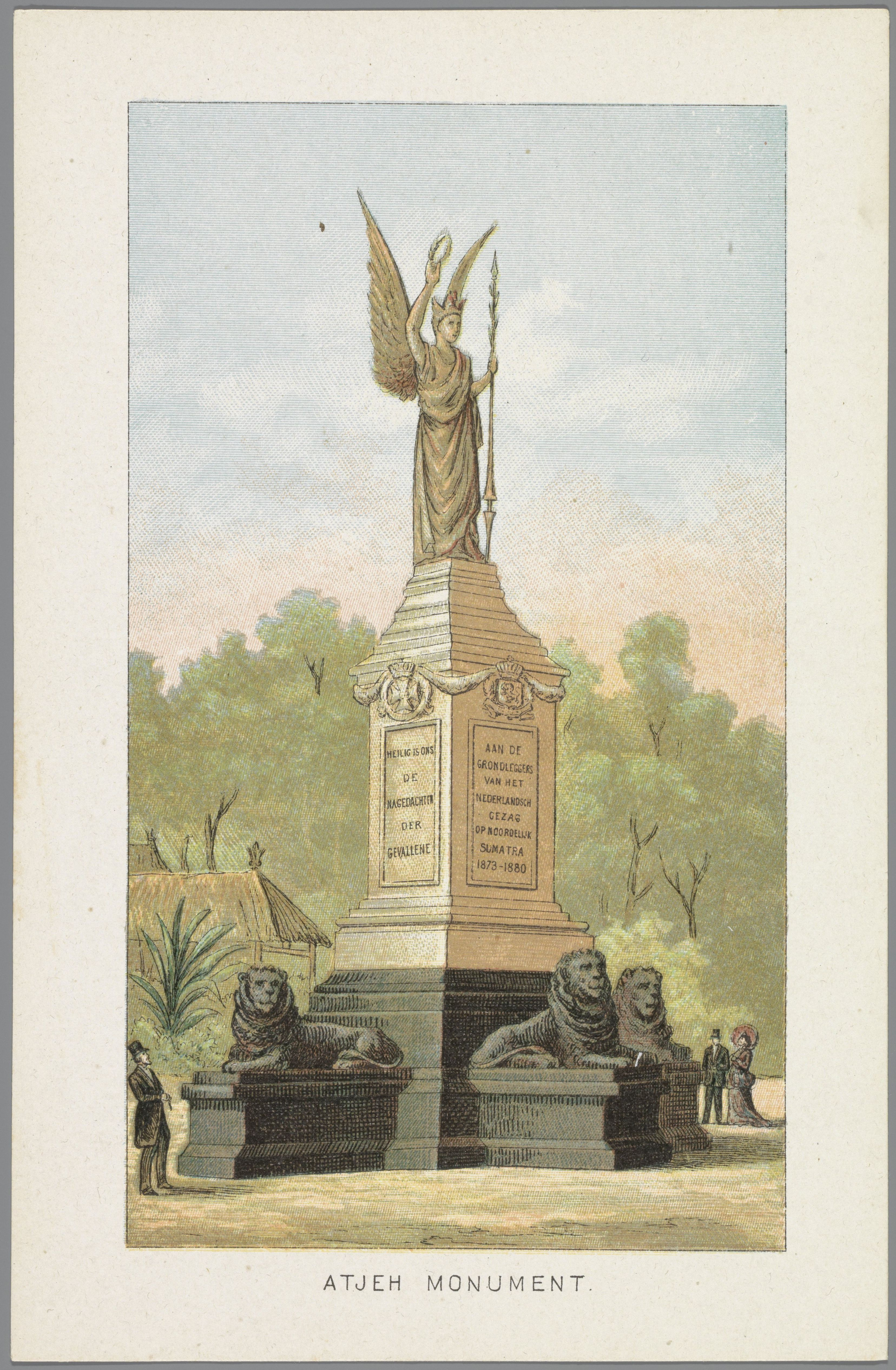
Het model op ware grootte tijdens de Wereldtentoonstelling (1883)
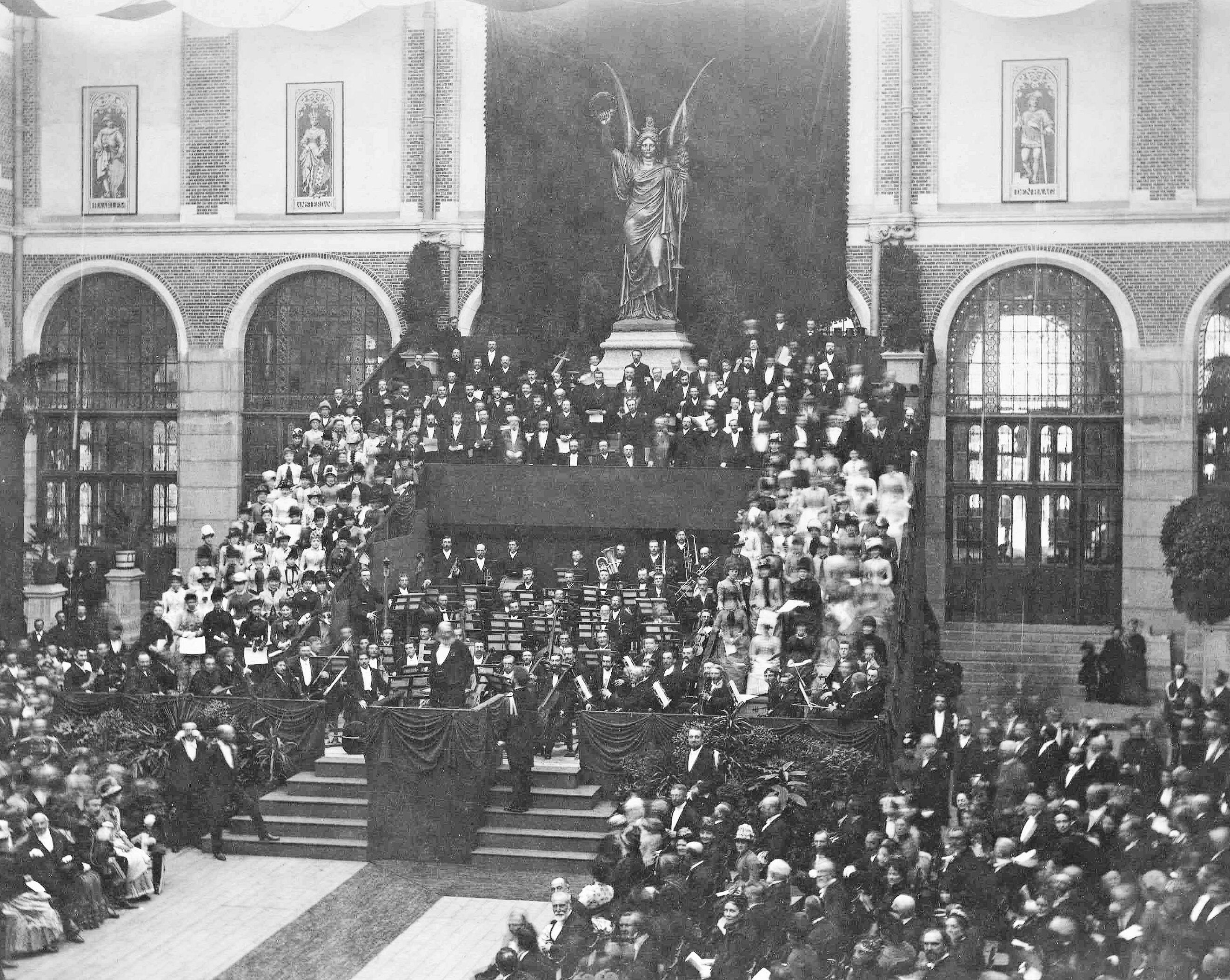
Het model op ware grootte tijdens de openingsceremonie van het Rijksmuseum (1885)
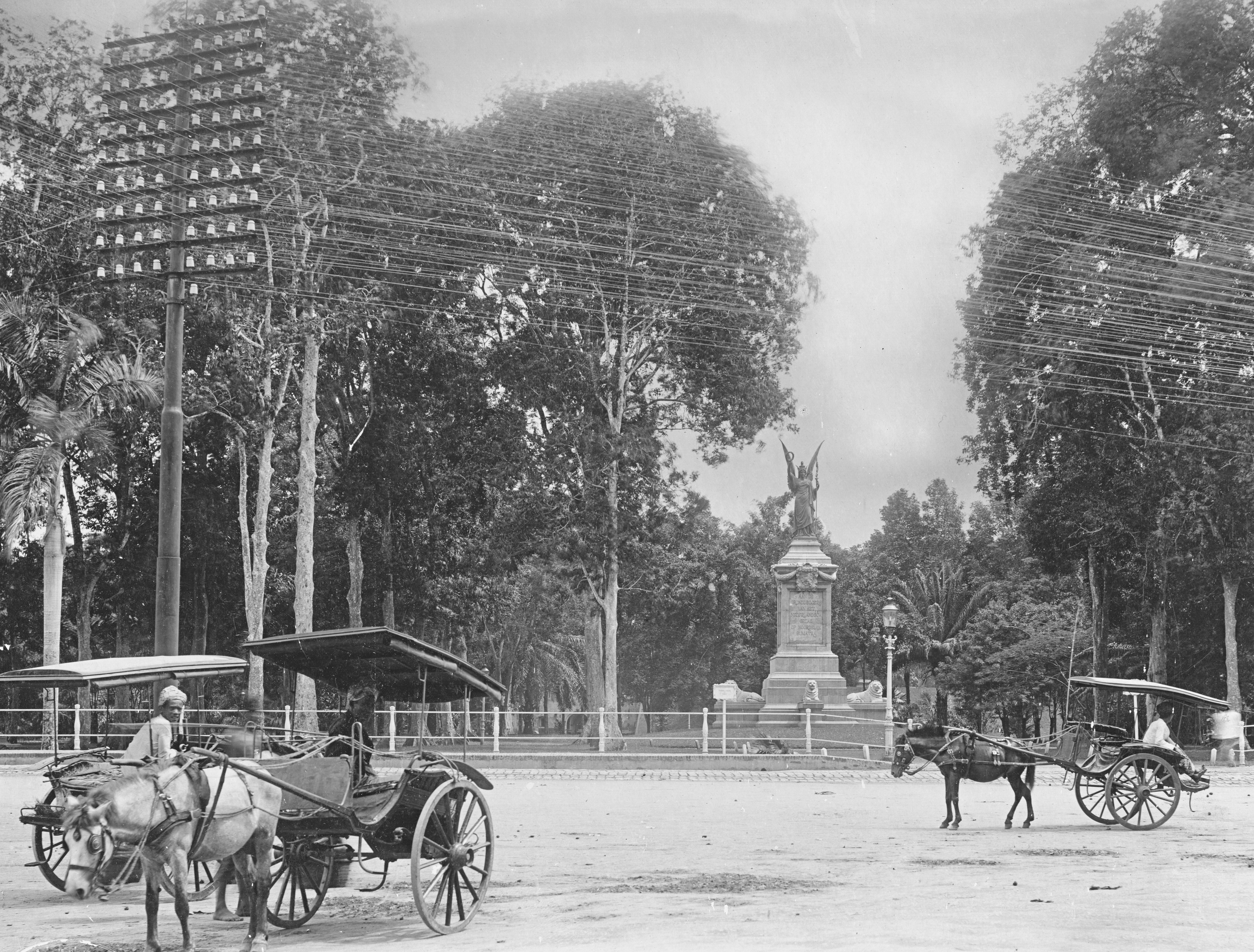
Het Atjehmonument in het Wilhelminapark
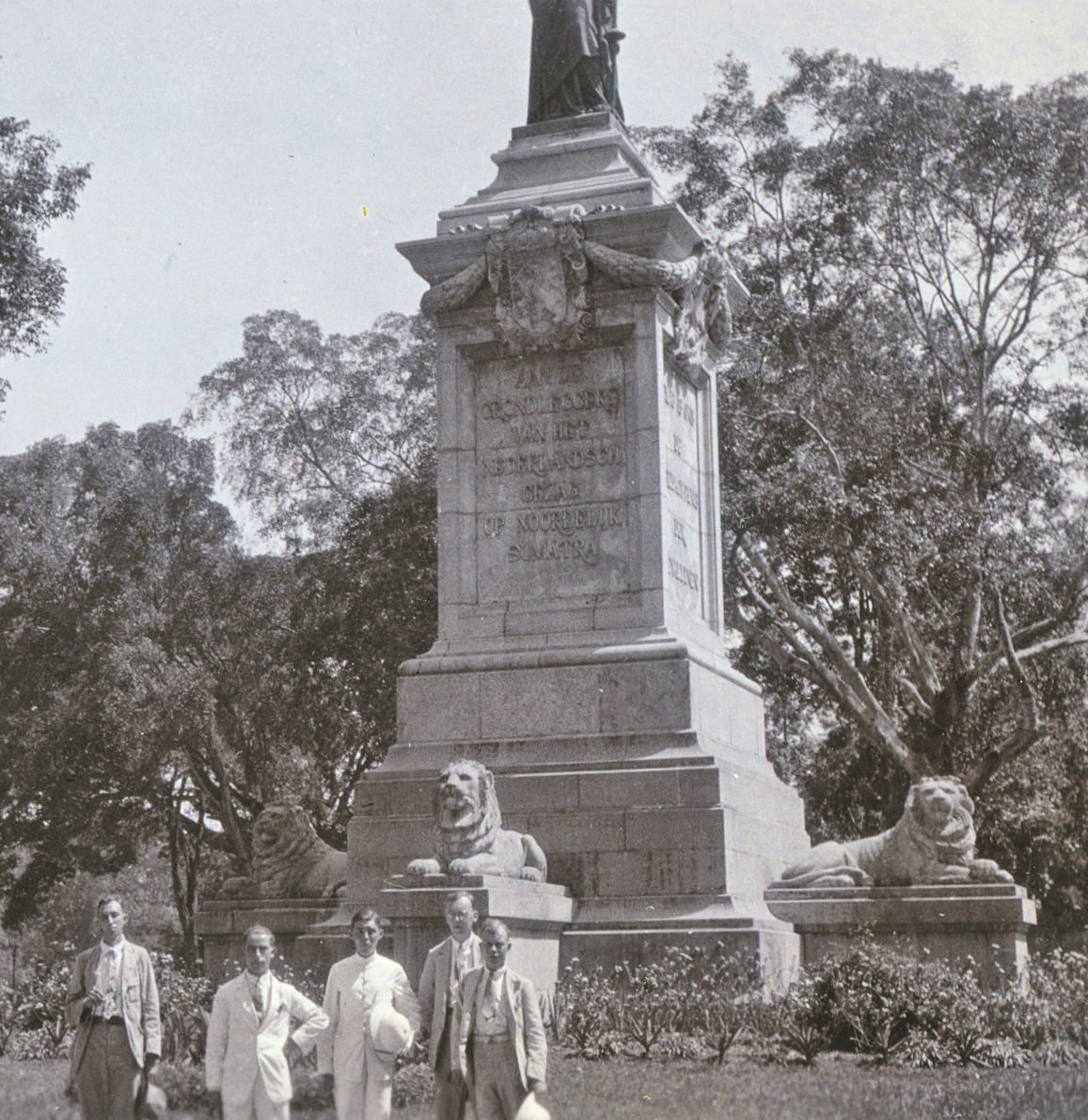
Mannen aan de voet van het monument
Het Atjehmonument op een ansichtkaart